# Hino de Sachsen-Anhalt
O Lied für Sachsen-Anhalt (Canção pela Saxônia-Anhalt) é o hino da Saxônia-Anhalt, um estado federal (Bundesländer) da Alemanha.

## Versão alemã
Ein Lied für Sachsen-Anhalt

1. Dieses Lied geh allen Herzen ein,

die für Harz und Fläming glühn,

auch die Elbe soll uns Heimat sein,

Sachsen-Anhalt stolz und kühn

2. Ob die Saat uns grünt im Bördeland

und die Saalekirschen blühn,

das liegt auch in unsrer eignen Hand,

Sachsen-Anhalt stolz und kühn

3. Wollen wir nun eine Heimat baun

müssen wir uns dafür mühn,

eine gute Heimat ohne Zaun,

Sachsen-Anhalt stolz und kühn

4. Dass im Unstruttal der Wein gedeiht

und die Wälder stehen grün,

dass die Hoffnung uns die Kraft verleiht,

Sachsen-Anhalt stolz und kühn